# Marks Tey
Marks Tey è un villaggio e parrocchia civile dell'Inghilterra, appartenente alla contea dell'Essex.